# Kevin Rollins
Kevin Rollins, né le 15 novembre 1952, est un homme d'affaires américain, ancien CEO de la société Dell. 
Il a démissionné en 2007 pour laisser Michael Dell, fondateur de la société éponyme, reprendre ce poste.